# Martí Barrera
Martí Barrera i Maresma (La Bisbal del Ampurdán, 29 de mayo de 1889-Barcelona, 26 de abril de 1972) fue un político español, miembro de Esquerra Republicana de Catalunya.
Partícipe del anarcosindicalismo catalán de principios del siglo XX, en 1920 fue detenido, deportado y encarcelado en el castillo de la Mola, de Mahón, junto al abogado Lluís Companys, Salvador Seguí, y hasta un total de más de treinta personas, por sus labores sindicalistas.
En 1932 fue elegido diputado en el Parlamento de Cataluña. Ocupó el cargo de Consejero de Trabajo y Obras Públicas (Conseller de Treball i Obres Públiques, en catalán) de la Generalidad de Cataluña, labor en la que se implicó en evitar brotes de violencia y conflictos. Posteriormente fue elegido diputado en el Congreso de los Diputados, en las elecciones de febrero 1936, durante la Segunda República Española.
En 1941, su mujer y sus dos hijas vuelven a Barcelona. Él vuelve en 1950, después de recibir autorización. En 1953, se le impone la pena de 12 años y un día de prisión, la misma que en 1943, pero la cumple bajo arresto domiciliario, aunque con reducciones.
Fue miembro de la Masonería.Era padre de Heribert Barrera, que fue presidente del Parlamento de Cataluña, político y científico.